# Palais des congrès de Paris
Congresgebouw van Parijs ((fr) Palais des congrès de Paris) is een gebouw in het 17de arrondissement. Het wordt gebruikt voor congressen en evenementen en vormt een geheel met het hotelgebouw le Concorde La Fayette in de nabijheid van bois de Boulogne en Neuilly-sur-Seine.
Het werd tussen 1970 en 1974 gebouwd onder leiding van architect Guillaume Gillet en officieel geopend op 28 februari 1974. Enkele grote evenementen grepen hier plaats waaronder het Eurovisiesongfestival van 1978, de uitreiking van de Césars in 1976, 1981, 1986, 1987, 1988, 1992 en 1995 en de uitreiking van de Victoires de la musique in 1992, 1993, 1994, 1995, 1996, 1997, 2011 en 2012.

## Technische gegevens
Het gebouw beschikt over grote theaterzalen waarvan de grootste over 3723 plaatsen beschikt. Daarnaast zijn er ook verschillende vergaderzalen en een winkelcentrum.  